# Loreto Valenzuela
Loreto Cristina Valenzuela Valdivia (San Antonio, Valparaíso, 3 de julio de 1954) es una actriz chilena.

## Biografía
Nació el 3 de julio de 1954 en San Antonio, Valparaíso. Hija de Renato Valenzuela; un gerente de Williamson-Balfour Company, y de Inés Valdivia.
Cursó la educación básica y media en el Colegio Católico de Niñas Santa Elena, en Santiago. Más tarde, comenzó la carrera de Ingeniería Comercial en la Facultad de Economía y Negocios de la Universidad de Chile. Sin embargo, desertó segundo año debido al golpe de Estado de 1973.
Posteriormente, se matriculó en la carrera de Secretaría y, al mismo tiempo, estudió Actuación en la Escuela de Artes de la Comunicación (E.A.C.) de la Pontificia Universidad Católica de Chile (PUC). Egresó en 1979.

## Carrera artística
En 1979, Loreto Valenzuela inició su carrera artística en la obra Tres Marías y una Rosa, dirigida por Raúl Osorio. El éxito de la obra le permitió hacer una gira por Latinoamérica y Europa.
A comienzos de la década de 1980, en teatro, participó en Las tres hermanas, El día que me quieras, Invitación a cenar y una adaptación de Doña Flor y sus dos maridos, además de varias obras con la compañía Teatro Ictus.
En 1984, debutó en televisión con La represa de Televisión Nacional, interpretando un papel pequeño pero importante. En 1984, protagonizó en un triple papel titular La dama del balcón, una telenovela de María Elena Gertner, que le dio reconocimiento pese a ser censurada por la dictadura de Pinochet.
En 1986, participó en la miniserie La Quintrala, interpretando a la esclava Rufina. Ese mismo año debutó en cine con Hechos consumados y Consuelo.
Tras un período de ausencia en telenovelas, regresó en 2000 con Santo ladrón y participó en producciones como Amores de mercado (2001), 16 (2003), Brujas (2005), Descarado (2006) y Lola (2007).
En 2016, obtuvo su primer papel antagónico en Amanda, interpretando a Catalina Minardi, una matriarca rígida y narcisista. Este papel fue destacado como una de sus mejores interpretaciones. Por su interpretación, Valenzuela recibió el Premio Caleuche a la mejor actriz protagónica en teleseries.

## Vida personal
A principios de la década de 1980, Valenzuela se casó con el psiquiatra Francisco Huneeus Cox, con quien tuvo un hijo, Sebastián Huneeus (n. 1986). Su matrimonio con Huneeus fue posteriormente anulado. En 2011, contrajo matrimonio en segundas nupcias con el ingeniero químico y empresario Juan Ramón Ibáñez, a quien conoció en 1972 y con quien inició una relación sentimental en 1994. De esta relación nació su hija menor, Luciana Ibáñez (n. 1996).
En 1988, Loreto Valenzuela sufrió un atentado en su hogar tras aparecer en la campaña del No en televisión, la actriz interpuso un recurso de amparo gestionado por la Vicaría de la Solidaridad. En 2018, Loreto Valenzuela denunció públicamente en la Revista Ya al director Raúl Osorio por abuso sexual reiterado en su contra ocurridos al inicio de su carrera artística.

## Premios y nominaciones
| Año  | Premio          | Categoría                              | Trabajo            | Resultado |
| ---- | --------------- | -------------------------------------- | ------------------ | --------- |
| 2017 | Copihue de Oro  | Mejor actriz popular                   | Amanda             | Nominada  |
| 2017 | Copihue de Oro  | Reina popular                          | Amanda             | Nominada  |
| 2018 | Premio Caleuche | Mejor actriz protagónica en teleseries | Amanda             | Ganadora  |
| 2020 | Premio Caleuche | Mejor actriz de soporte en teleseries  | Gemelas            | Nominada  |
| 2024 | Premio Caleuche | Mejor actriz de soporte en teleseries  | Juego de ilusiones | Ganadora  |

Encuesta Wikén-GFK Adimark
| Año  | Categoría                  | Trabajo | Puesto           |
| ---- | -------------------------- | ------- | ---------------- |
| 2017 | Mejor actriz de televisión | Amanda  | Puesto N°4 (59%) |